# Mondo Generator
Mondo Generator (também conhecido como Nick Oliveri and the Mondo Generator) é uma banda de rock liderada por Nick Oliveri.

## História
Nick Oliveri, sob a alcunha de Rex Everything, formou a banda em 1997 com os amigos Josh Homme, Brant Bjork, Rob Oswald e outros, e grava seu primeiro álbum chamado Cocaine Rodeo. O álbum só seria lançado 3 anos depois, pela Southern Lord Records, devido ao grande tempo dedicado ao Queens of the Stone Age. Após o lançamento, houve pouquíssimos (mas disputadíssimos) concertos de divulgação, com isso dando uma aura cult entre os devotados fãs de Queens of the Stone Age.
Em 2003, o álbum A Drug Problem That Never Existed deu um novo gás para a banda. Desta vez, chamou mais amigos para a gravação, como Dave Catching, Troy Van Leeuwen, Josh Homme, Brant Bjork, Molly McGuire, e o líder dos Dwarves, Blag Dahlia, também co-produtor do álbum. O álbum foi lançado junto pelas gravadoras Ipecac Recordings (que pertence a Mike Patton e a membros do Melvins) e Rekords Rekords (que pertence a Josh Homme). A banda ao vivo contava com Catching, McGuire e Bjork que logo embarcam em uma turnê de três meses pela América do Norte e Europa.

### Recomeço (2004 - presente)
Em 2004, após Oliveri ser mandado embora do Queens of the Stone Age por Josh, ele anuncia que o Mondo Generator seria sua banda em período integral. Ele grava um disco acústico chamado Demolition Day e faz uma turnê com Brant Bjork and The Bros e Mark Lanegan Band. Após o término desta turnê, ele grava um EP chamado III the EP com Catching, McGuire e Alfredo Hernandez. Em 2004, durante a turnê européia, Oliveri agride um dos técnicos de som de uma casa de show alemã, após reclamações com o áudio da casa. Os membros da banda ficaram furiosos com esta atitude e deixaram o músico para trás, logo voltando para os Estados Unidos. Em 2005, novamente faz uma turnê européia, abrindo para bandas como Motörhead, e atua como músico de suporte do Dwarves. Ele também recruta os músicos Ben Perrier e Ben Thomas (ambos da banda inglesa Winnebago Deal) para juntar-se ao Mondo Generator. Após uma longa turnê, a banda entra no estúdio de propriedade de Dave Grohl, Studio 606 e gravam o novo trabalho da banda. Oliveri convida vários de seus amigos para participar do álbum e o co-produz junto com Nick Raskulinecz (que já trabalhou com bandas como Fireball Ministry, Weezer, Foo Fighters e Velvet Revolver).
Em julho de 2006, noticiou-se que Perrier e Thomas deixam a banda por motivos desconhecidos. Oliveri então renomeia sua banda de Nick Oliveri and the Mondo Generator e assina com a gravadora britânica, Mother Tongue Records que lança o novo álbum da banda chamado Dead Planet: Sonic Slow Motion Trails na Europa e nos Estados Unidos.
Em 2011, foi anunciado que o quarto álbum da banda havia sido gravado do estúdio do ex-membro da banda, Josh Homme e seria chamado "Hell Comes To Your Heart". Com contribuições de CJ Ramone, Josh Homme, Blag Dahlia, and John Garcia, o disco se torna especial pois dentre as gravações há a música "The Last Train" que conta com John Garcia cantando e Josh Homme na guitarra. Pouco tempo depois houve um processo judicial entre os dois por causa da banda Kyuss Lives, o que aparentemente tornou-se a última parceria entre eles.

## Integrantes

### Formação Atual
- Nick Oliveri - baixo & vocal
- Mike Pygmie - guitarra
- Michael Amster - bateria

### Ex-integrantes
- Brant Bjork - bateria
- Dave Catching - guitarra
- Marc Diamond - guitarra
- Alfredo Hernandez - bateria
- Josh Homme - guitarra
- Josh Lamar - bateria
- Molly McGuire - baixo
- Rob Oswald - bateria
- Ben Perrier - guitarra
- Ben Thomas - bateria
- Joey Castillo - bateria
- Ian Taylor - guitarra
- Spud - guitarra
- Hoss Wright - bateria

## Discografia

### Álbuns de estúdio
- Cocaine Rodeo (2000)
- A Drug Problem That Never Existed (2003)
- Dead Planet (2006)
- Hell Comes to Your Heart (2012)
- Fuck It (2020)
- Shooters Bible (2020)
- We Stand Against You (2023)

### Ao vivo
- Live at Bronson (2021)

### EPs
- III the EP (2004)
- Australian Tour EP 2008 (2008)
- Dog Food (2010)
- Hell Comes to Your Heart (2011)

### Compilações
- The Best of Mondo Generator (2016)

### Vídeo
- Use Once and Destroy Me

### Oficiais
- «Página oficial da banda» (em inglês)
- «Mondo Generator» (em inglês) no MySpace